# Sol Lagarto
Sol Lagarto es una banda española de rock procedente de Barcelona, España.

## Historia
Sol Lagarto es una banda de rock formada en Barcelona en el año 1998. Formada inicialmente por Mero y Richie Morató, Ramón Montardit, Nestor Busquets y Uri Ragull durante el siguiente año se propiciaría el primer cambio en el grupo, se iría Richie M. y entraría Alex Vivero.  Con esta formación se recorren las salas de España dándose a conocer con la maqueta grabada en Vigo "Barbarella" de la que se venden de forma directa como merchandising más de 1200 copias.
Durante el año 2003 se produce uno de los cambios más significativos de la historia de Sol Lagarto. Mero Morató deja la banda y es sustituido por Ernest Armengol. A partir de entonces, se editan la totalidad de discos del grupo. Realizando más de 800 conciertos por toda la península, destacando los festivales Serie Z 2002, Festival de Blues de Cerdanyola 2004 y 2007, Altaveu 2005, Senglar Rock 2004 y 2006, Bike Rock Festival 2003, Motoclube Faro 2006 y compartido escenario con Fito y Fitipladis en Palau Sant Jordi 2007, o M-Clan, Jarabe de Palo, Fundación Tony Manero, Mojinos Escozíos en ámbito nacional, y con artistas internacionales como Whitesnake, The Quireboys, Nashville Pussy.

## Miembros
La formación actual está formada por:
- Frank Montasell, guitarra
- Ramon Montardit, bajo y coros
- Norman Cilento, batería
- Ernest Armengol, voz

## Discografía
- Mira Adelante (2004 Discos Belter, Lda)
- Cálido (2005 Discos Belter, Lda)
- Mundo Circo (2006 Discos Belter, Lda)
- Prorrogado (2007 Warner Music Spain)
- Días Mejores (2010 Warner Music Spain)